# Hyon Doo Kang
Hyon Doo Kang ou Dr.Kang foi médico coreano responsável pela difusão da medicina tradicional coreana (Constitucional) no Brasil em 1974. 
Adotou o termo de Regime: de Vaca, Frango, Porco e de Sardinha. Dependendo de que constituição (biotipo) é a pessoa, ela terá a própria deficiência e excesso em órgãos internos e será suscetível a doenças diferentes.  
Levando em conta doenças respiratórias, fígado, rim e digestivo, há quatro tipos de constituições:  Taiyin (vaca), Shaoyin (frango), Taiyang (sardinha) e Shaoyang (porco).